# Panama – The Revolution is Heating Up
Panama – The Revolution is Heating Up (Originaltitel: Panama) ist ein Film von Mark Neveldine aus dem Jahr 2022 mit Cole Hauser in der Hauptrolle und Mel Gibson in einer Nebenrolle.

## Handlung
Dezember 1989. Der Ex-Marine Becker wird reaktiviert, um von dem panamaischen Militärführer Manuel Noriega einen sowjetischen Hubschrauber zu kaufen und ihn an die Contras zu liefern. CIA-Mann Stark verfolgt jedoch einen anderen Plan: Mit dem Hubschrauber soll der inzwischen bei den USA in Ungnade gefallene Noriega ermordet werden.

## Rezeption
Der Film erhielt vernichtende Kritiken. Das Lexikon des internationalen Films gibt einen halben von fünf Sternen und urteilt: „Aus dem interessanten politischen Kontext macht der Film rein gar nichts, sondern verplätschert in dröge umgesetzten Kampf-Scharmützeln.“